# Passage Rose-Valland
Le passage Rose-Valland, parfois nommé improprement « passage Rebière », est une voie du 17e arrondissement de Paris, en France.

## Situation et accès

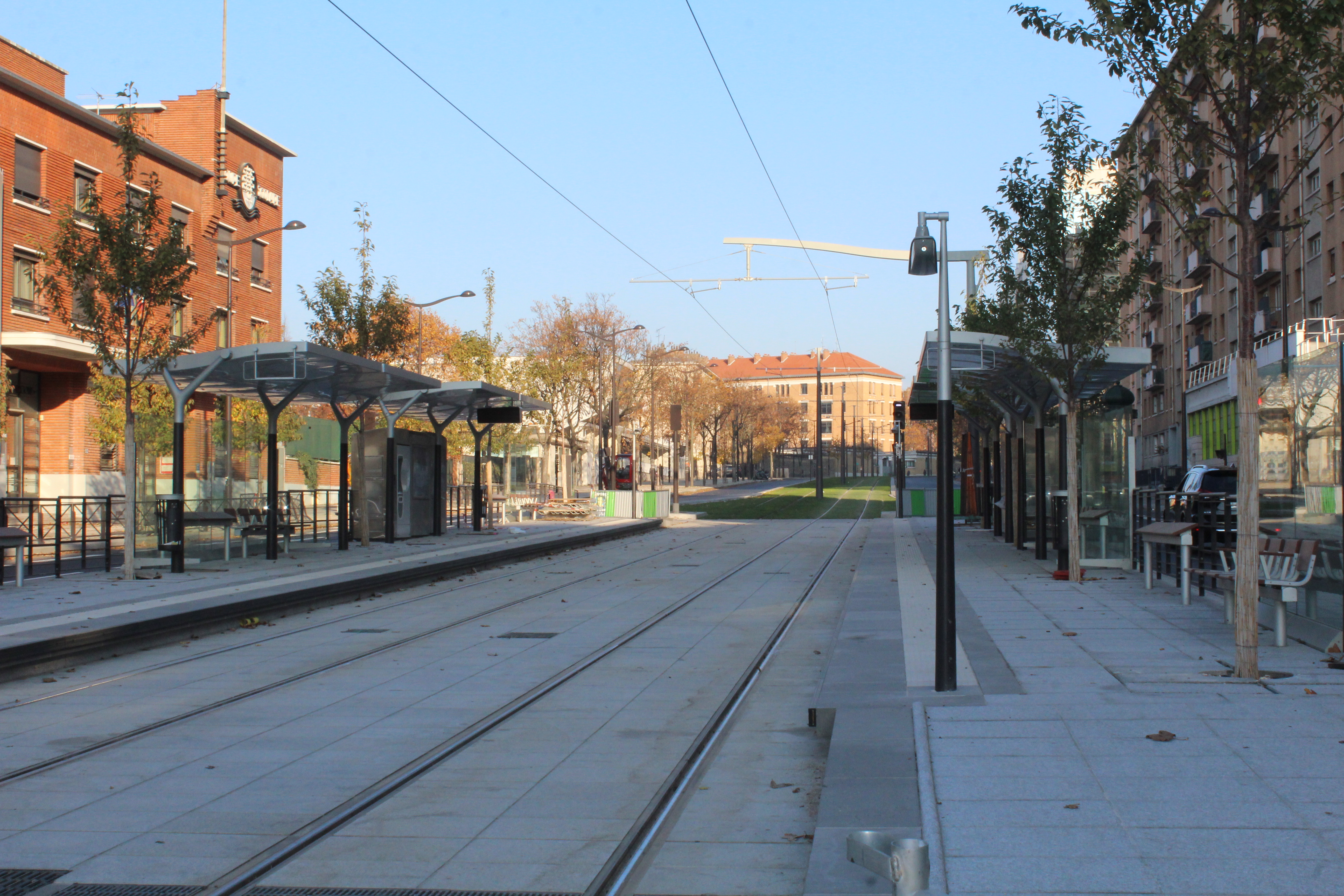
La station de tram Honoré de Balzac dessert directement le passage Rose Valland.

Entièrement piétonne, elle permet de connecter la place Blanche-Lefebvre et la rue Pierre-Rebière au boulevard Bessières où elle prolonge la rue du Docteur-Paul-Brousse.
Ce site est desservi par les lignes 13 et 14 à la station de métro Porte de Clichy et par la ligne 3b du tramway d'Île-de-France à la station Honoré de Balzac. Le nom d'Honoré de Balzac fut préféré à celui de Rose Valland lors de l'attribution des noms des stations.

## Origine du nom

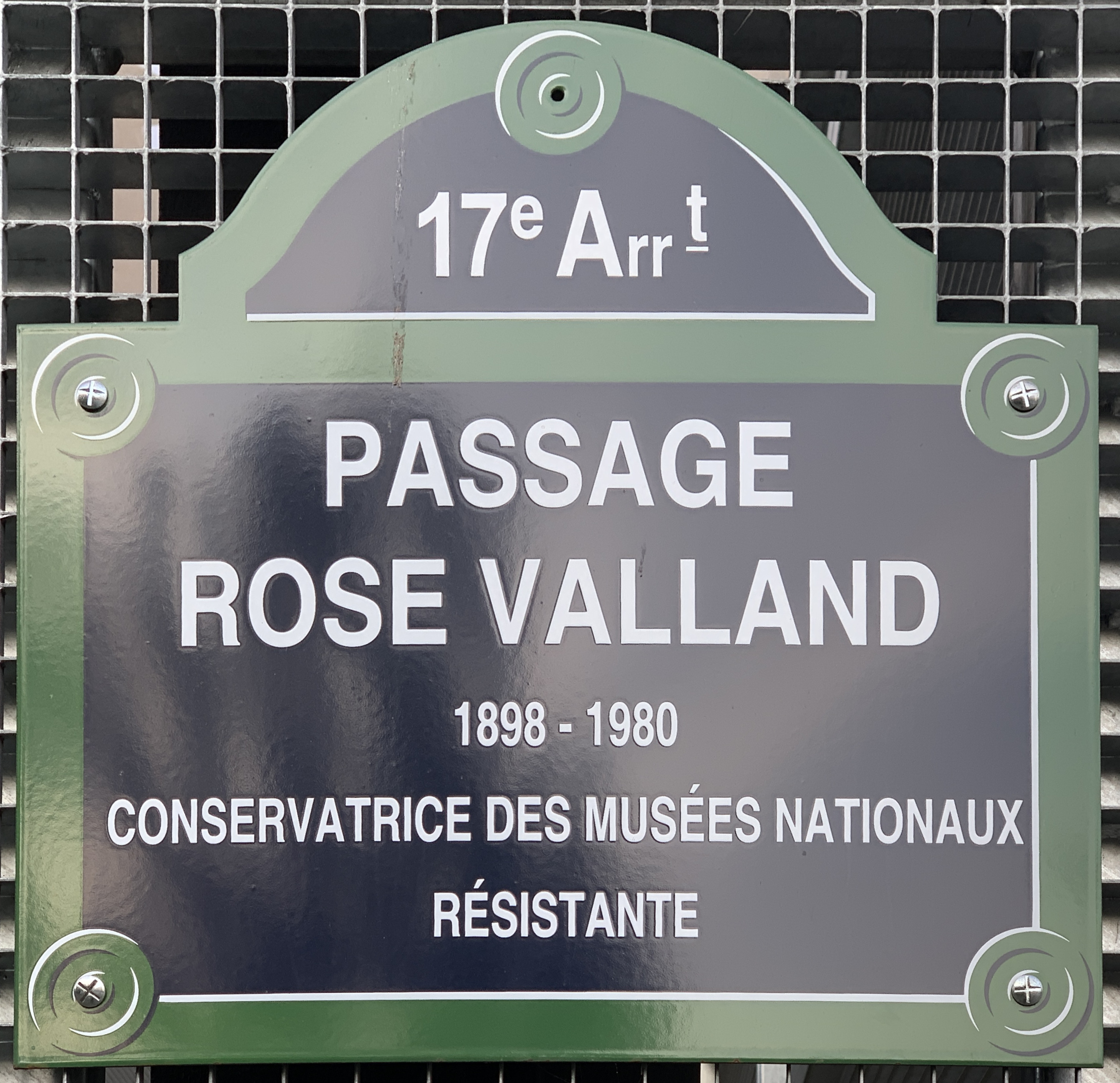
Plaque du passage.

Cette voie honore Rose Valland (1898-1980), historienne d'art, résistante et capitaine de l'armée française.

## Historique
Nouvelle voie de la zone d'aménagement concerté (ZAC) Porte Pouchet, elle est aménagée en juillet 2012 sous la dénomination provisoire de « voie CI/17 ».
En 2016, la voie prend le nom de « passage Rose-Valland ».

## Bâtiments remarquables et lieux de mémoire
- La voie longe l'école 42.
- Jardin Clémence-Annick-Burgard
- Ligne 3b du tramway d'Île-de-France